# Кларксон (Небраска)
Кларксон (англ. Clarkson) — місто (англ. city) в США, в окрузі Колфакс штату Небраска. Населення — 641 особа (2020).

## Географія
Кларксон розташований за координатами 41°43′24″ пн. ш. 97°7′17″ зх. д. / 41.72333° пн. ш. 97.12139° зх. д. (41.723424, -97.121520).  За даними Бюро перепису населення США в 2010 році місто мало площу 2,05 км², уся площа — суходіл.

### Клімат
| Клімат : Кларксон     | Клімат : Кларксон | Клімат : Кларксон | Клімат : Кларксон | Клімат : Кларксон | Клімат : Кларксон | Клімат : Кларксон | Клімат : Кларксон | Клімат : Кларксон | Клімат : Кларксон | Клімат : Кларксон | Клімат : Кларксон | Клімат : Кларксон | Клімат : Кларксон |
| Показник              | Січ.              | Лют.              | Бер.              | Квіт.             | Трав.             | Черв.             | Лип.              | Серп.             | Вер.              | Жовт.             | Лист.             | Груд.             | Рік               |
| Середній максимум, °C | −0,6              | 2,8               | 8,3               | 17,2              | 22,8              | 28,3              | 30,6              | 29,4              | 24,4              | 18,3              | 8,3               | 2,2               | 16,1              |
| Середній мінімум, °C  | −12,2             | −9,4              | −3,9              | 2,8               | 8,9               | 14,4              | 17,2              | 16,1              | 10,6              | 3,9               | −3,3              | −9,4              | 2,8               |
| Норма опадів, мм      | 18                | 20                | 46                | 64                | 109               | 114               | 86                | 86                | 71                | 51                | 30                | 18                | 709               |
| --------------------- | ----------------- | ----------------- | ----------------- | ----------------- | ----------------- | ----------------- | ----------------- | ----------------- | ----------------- | ----------------- | ----------------- | ----------------- | ----------------- |
| Джерело: Weatherbase  |                   |                   |                   |                   |                   |                   |                   |                   |                   |                   |                   |                   |                   |

## Демографія
Згідно з переписом 2010 року, у місті мешкало 658 осіб у 285 домогосподарствах у складі 168 родин. Густота населення становила 321 особа/км².  Було 342 помешкання (167/км²).
Расовий склад населення:
| - 98,3 % — білих - 0,2 % — вихідців з тихоокеанських островів |

До двох чи більше рас належало 0,6 %. Частка іспаномовних становила 2,6 % від усіх жителів.
За віковим діапазоном населення розподілялося таким чином: 20,2 % — особи молодші 18 років, 52,0 % — особи у віці 18—64 років, 27,8 % — особи у віці 65 років та старші. Медіана віку мешканця становила 48,9 року. На 100 осіб жіночої статі у місті припадало 86,4 чоловіків;  на 100 жінок у віці від 18 років та старших — 90,2 чоловіків також старших 18 років.
Середній дохід на одне домашнє господарство  становив 51 799 доларів США (медіана — 36 818), а середній дохід на одну сім'ю — 63 222 долари (медіана — 51 719). Медіана доходів становила 31 797 доларів для чоловіків та 27 266 доларів для жінок. За межею бідності перебувало 13,7 % осіб, у тому числі 25,5 % дітей у віці до 18 років та 8,0 % осіб у віці 65 років та старших.
Цивільне працевлаштоване населення становило 372 особи. Основні галузі зайнятості: освіта, охорона здоров'я та соціальна допомога — 26,9 %, виробництво — 24,5 %, роздрібна торгівля — 12,9 %, будівництво — 7,0 %.